# Cartea morților (film)
Cartea morților (titlu original The Evil Dead) este un film de groază clasic cult din 1981 scris și regizat de Sam Raimi, cu Bruce Campbell, Ellen Sandweiss și Betsy Baker în rolurile principale. Acțiunea se învârte în jurul a cinci studenți în vacanță într-o cabană izolată din pădure. La scurt timp vacanța se transformă într-un coșmar, când își dau seama că o casetă audio eliberează spirite rele.

## Acțiunea filmului
Cartea morților se concentrează asupra a cinci studenți de la Facultatea de Stat din Michigan: Cheryl (Ellen Sandweiss); fratele ei, Ash (Bruce Campbell); iubita lui, Linda (Betsy Baker); Scotty (Hal Delrich) și iubita lui Scotty, Shelly (Sarah York). În vacanța de primăvară, aceștia se aventurează în dealurile din Tennessee pentru a se stabili la o cabană izolată. Acolo, aceștia găsesc „Naturon Demonto”, o variantă sumeriană a Cărții Morților. În plus, aceștia ascultă o înregistrare cu incantații din carte, care eliberează demonii. Auzind vocile demonilor, Cheryl iese să investigheze. Singură și aflată departe de cabană, ea este atacată și violată de copacii posedați de demoni, însă reușește să scape.
Crezând că a fost vorba de un animal sălbatic, ceilalți nu o cred. Ash hotărăște să o ducă până în oraș, unde să poată rămâne peste noapte. Cu toate acestea, ei află că singurul pod care conectează cabana cu restul lumii a fost distrus. Mai târziu, Cheryl este posedată de demoni și le spune celorlalți că demonii îi vor ucide pentru că i-au trezit; apoi aceasta o înjunghie pe Linda cu un creion. Scotty o închide pe Cheryl în pivniță. Shelly este apoi posedată de un demon și îl atacă pe Scotty, care o dezmembrează cu un topor, în cele din urmă. Tulburat de moartea ei, Shelly pleacă în căutarea unui alt drum prin pădure.
Verificând dacă Linda este în regulă, Ash descoperă că și ea a fost posedată, cu toate că nu are nicio intenție să îș atace. Scotty se întoarce, suferind de răni grave, cauzate de copacii posedați. Îi spune lui Ash că nu există un alt drum, după care își pierde cunoștința. Linda și Cheryl nu reușesc să îl convingă pe Ash că nu mai sunt posedate. Acesta o închide pe Linda în afara cabinei și încearcă să îngrijească rănile lui Scotty. Între timp, Linda intră pe ușa din spate și îl atacă pe Ash cu un pumnal ceremonial. Ash reușește, însă, să o înjunghie cu el.
În magazie, Ash încearcă să o dezmembreze pe Linda cu o drujbă, dar este incapabil de asta și, în schimb, o îngroapă. Aceasta se ridică din groapă și luptă cu el; Ash reușește să o decapiteze cu o lopată. Întors în cabană, observă că Cheryl a scăpat din pivniță. Înarmat cu o pușcă, o vede pe Cheryl afară și o țintește în umăr. Apoi, coboară în pivniță pentru a lua mai multă muniție, după care baricadează ușile cabanei. În acest timp, aude voci și vede sânge curgând din numeroase crăpături și găuri din pereți. Scotty, posedat și el de demoni, încearcă să îl ucidă pe Ash. În timpul luptei, Ash observă Cartea Morților lăsată în apropierea șemineului, începând să ardă; odată cu ea, ard Cheryl și Scotty.
Cheryl pătrunde în cabană și îl doboară pe Ash. În timp ce Scotty il imobilizează la pământ, aceasta îl lovește pe Ash cu un vătrai. În cele din urmă, Ash ajunge la carte și o aruncă în foc, înainte ca Cheryl să îl poată înjunghia cu vătraiul. Demonii părăsesc corpurile lui Cheryl și al lui Scotty, care rămân fără viață și încep să se descompună rapid. Ash iese din cabană și țipă când este atacat de un demon venit din pădure.

## Producția

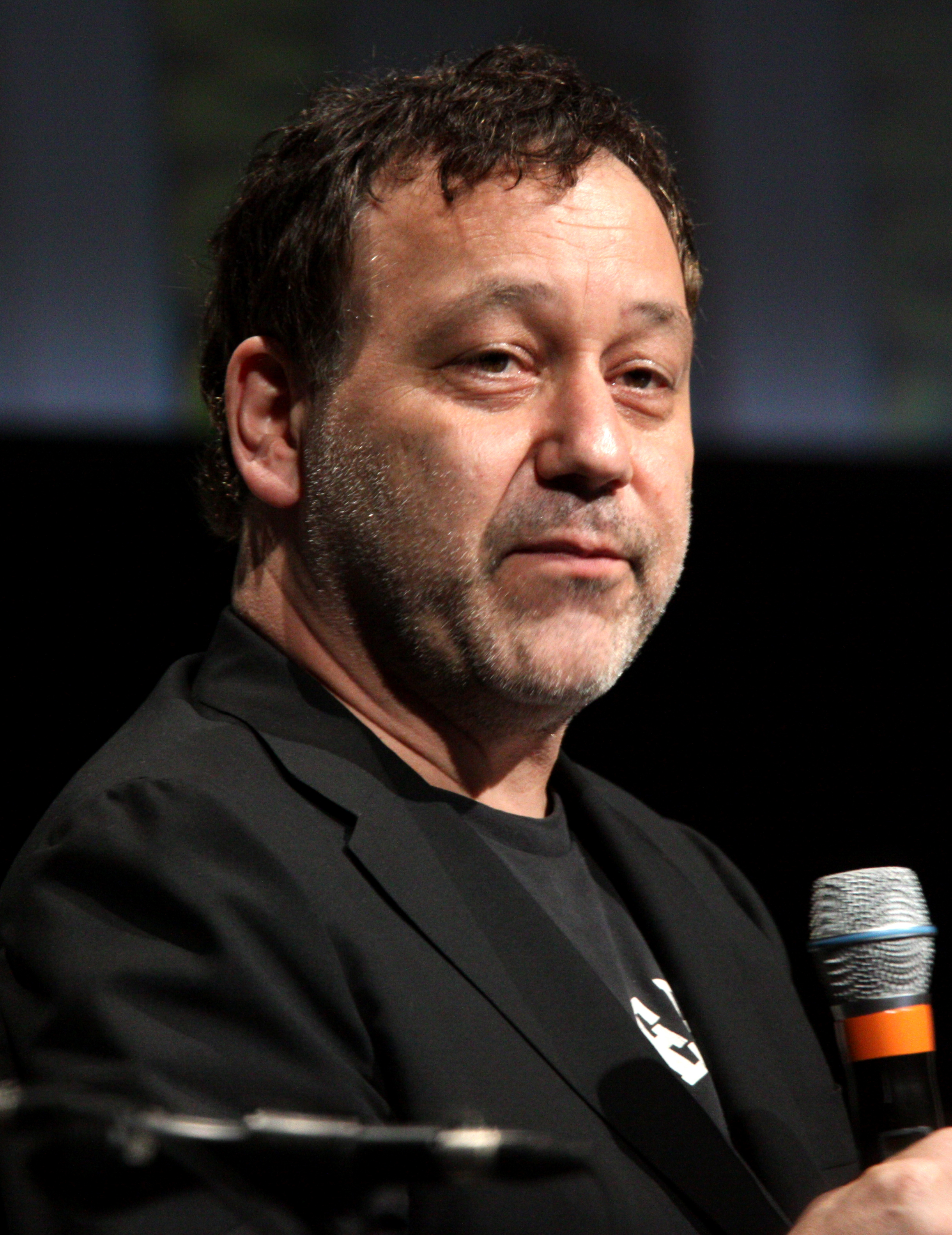
Sam Raimi a regizat filmul de scurt metraj Within the Woods pentru a atrage interesul investitorilor pentru Cartea morților.

### Contextul și scenariul
Regizorul Raimi a copilărit cu Campbell, cei doi formând o prietenie de la o vârstă fragedă. Aceștia au regizat un număr de filme cu buget redus, în format Super 8. Unele din ele erau comedii, printre care Clockwork și It’s Murder!. Filmarea unei scene de suspans pentru It’s Murder! l-a inspirat pe Raimi să înceapă o carieră în filmele de groază; după ce a studiat filme de groază la cinematografe drive-in, Raimi a decis să regizeze unul. Ideea lui a fost să filmeze întâi un scurt metraj, care să atragă interesul producatorilor, iar apoi să folosească banii câștigați din el pentru un film de lung metraj. Filmul de scurt metraj pe care l-a creat s-a numit Within the Woods. Within the Woods a fost produs pentru 1,600 de dolari, însă pentru Cartea morților Raimi avea nevoie de 100,000 de dolari.
Pentru strângerea de fonduri, Raimi s-a apropiat de Phil Gillis, avocatul unui prieten de-al său. Raimi i-a prezentat Within the Woodsși, deși Gillis nu a fost impresionat de scurt metraj, i-a oferit lui Raimi sfaturi legale despre producția filmului de lung metraj. Folosindu-se de sfaturi, Raimi a rugat numeroase persone să doneze, ba chiar le-a „implorat” pe unele. Campbell și-a întrebat membrii familiei, iar Raimi a întrebat orice persoană pe care a crezut-o a fi interesată. În cele din urmă, a reușit să strângă destui bani pentru producția filmului, cu toate că nu a atins suma pe care și-a propus-o inițial.
În acel moment, filmul era intitulat Book of the Dead („Cartea morților”). Inspirați de interesul lui Raimi pentru scriitorul H. P. Lovecraft, Raimi și Campbell au început producția filmului. Filmul era gândit ca o refacere a Within the Woods, cu o producție de calitate mai înaltă și cu durata unui film de lung metraj. Înainte de filmări, Raimi împlinise recent 20 de ani, considerând proiectul ca fiind un „ritual de pasaj”.

### Pre-producția și distribuția
Raimi a cerut ajutor și sprijin din partea mai multor prieteni și foști colaboratori pentru Cartea morților. Pentru găsirea de actori s-a făcut un anunț în The Detroit News. Betsy Baker a fost una dintre actrițele care au dat un răspuns, iar Ellen Sandweiss, care a apărut în Within the Woods, a primit și ea un rol. Campbell a primit rolul personajului principal, Ash Williams, iar echipa de producție a fost alcătuită în totalitate din prieteni și rude ale lui Raimi și Campbell. Specialistul în machiaj pentru Within the Woods, Tom Sulivan, a fost chemat pentru a crea efectele, după ce a avut o impresie plăcută lucrând alături de Raimi.
Fără sprijinului unor specialiști, echipa a trebuit să găsească de una singură locațiile pentru filmare. Inițial, aceștia au dorit să filmeze în orașul natal al lui Raimi, Royal Oak, Michigan, însă au ales Morristown, Tennessee, întrucât Tennessee era singurul stat care le inspira entuziasm. Au găsit repede o cabană izolată, situată la câteva mile de orice altă clădire. În timpul pre-producției, cei treisprezece membri ai echipei au stat la cabană, însemnând că un număr mare de persoane au dormit în aceleași cameră. Condițiile de viață au fost dificile, izbucnind astfel certuri între membrii echipei.
Steve Frankel era singurul tâmplar din echipă, fiind unicul contribuitor la regia artistică. Pentru scenele exterioare, Frankel a trebuit să realizeze câteva suporturi cu un ferăstrău circular. Altfel, cabana ar fi rămas în mare parte la fel ca înainte de filmări. Cabana nu avea sistem de țevi; liniile telefonice fuseseră, totuși, montate.

## Primire
Filmul a fost clasificat pe locul 76 în topul 100 Scariest Movie Moments realizat de Bravo.